# کانورادو (کانزاس)
کانورادو (به انگلیسی: Kanorado) شهری در ایالت کانزاس کشور ایالات متحده آمریکا است که جمعیت آن در سرشماری سال ۲۰۱۰ میلادی، ۱۵۳ نفر بوده‌است.